# Evi Sachenbacher-Stehle
Evi Sachenbacher-Stehle (n. 27 noiembrie 1980, Traunstein, Bavaria, Germania) este o schioare de fond și biatlonistă ce a reprezentat Germania, medaliată olimpică. A participat la 4 ediții ale Jocurilor Olimpice (2002, 2006, 2010, 2014) în care a câștigat două medalii de aur și două medalii de argint.